# Santi Pietro e Paolo dei Greci (Nápoly)
A San Pietro e Paolo dei Greci egy templom Nápolyban. 1470 és 1532 között építette Palaiologosz Tamás konstantinápolyi görög lovag, aki a török invázió után menekült I. Ferdinánd nápolyi király udvarába. A XVI. századra, a törökök hódításai miatt a nápolyi görög lakosság is megnőtt számbelileg. Ekkor alakították át keleti ortodox templommá. 1544 és 1617 között a görög leánygyermekek számára konzervatóriumot létesítettek a templom mellett. Belső díszítései közül kitűnnek Belisario Corenzio munkái. A templom ötven ikont őriz, melyek nagy része Eustachio Caruso di Cefalonia ajándéka.